# 台鐵LDR2000型柴油客車
台鐵LDR2000型柴油客車是臺灣鐵路管理局營運的柴油客車之一，行駛於762mm軌距時代的臺東線，亦為臺鐵舊台東線的第一代動力客車。

## 概要
是舊臺東線首款動力載客客車，登場初期為汽油客車:124，在日治統治時代，當時的臺東線無論路線長度與運量皆不如縱貫線，且使用傳統的大型蒸汽火車拉動客車並不符合實際效益，因此引入了本型車進行載客實驗，由於機動性大、調度靈活、只需單人乘務以及行駛中與蒸汽機車相比無煤煙汙染，廣泛受到乘客與乘務員的喜愛，由於實驗成果非常成功，因此成為舊臺東線的主力車種，並且衍伸出許多後繼車型:107。

## 改造與修復
受第二次世界大戰影響，LDR2003與LDR2004（當時車輛編號分別為1007與1003）曾於1945年被炸毀:112，戰後臺灣光復舊台東線開始重新整修，原先的沃克夏引擎製6MS型汽油引擎已無零件可以修復:269，而當時因戰損但引擎扔可使用的軍用卡車過剩，為了快速恢復舊台東線的營運，因此將卡車上五十鈴製的柴油引擎換裝至被炸毀的1007號與1003號汽油車應急，並且更改車籍為LSGA2003與LSGA2004，同時未因戰爭而損壞的1001號與1004號汽油車為了方便維護，也換裝了五十鈴的卡車引擎，車籍也改為LSGA2001與LSGA2002:110。
1955年，因舊東線的各型動力客車車況參差不齊，不易維護，而美國康明斯製的引擎因結構因素本型車裝不下:271，因此將所有動力客車改裝為日野製DS22型柴油引擎:111，而車籍編號則改為LDR2001～LDR2004:271。
1966年，為了減少維護成本，以及一動二拖的動力模式計畫實施，而本型車相較LDR2100型至LDR2400型的馬力較弱，因此卸除引擎改為拖車，而車籍編號則改為LTPB1701～LTPB1704:114:271。

## 內裝
列車內裝非常簡易，白色天花板並且設有旋轉電風扇，咖啡色木製長途座椅，牆面為蘋果綠塗漆，車窗為可左右滑動的方形木窗，車門為手動左右滑門。

## 車輛狀況
LDR2001：於1982年停駛，1984年隨著臺東線路線拓寬通車後報廢拆解。
LDR2002：於1982年停駛，1984年隨著臺東線路線拓寬通車後報廢拆解。
LDR2003：受第二次世界大戰影響，於1945年曾經被炸毀，修復後於1982年停駛，1984年隨著臺東線路線拓寬通車後報廢拆解:271。
LDR2004：受第二次世界大戰影響，於1945年曾經被炸毀，修復後於1982年停駛，1984年隨著臺東線路線拓寬通車後報廢拆解:271。

## 車輛編號變化
| 原始編號       | 第一次重編 | 第二次重編 | 第三次重編 |
| -------------- | ---------- | ---------- | ---------- |
| 1001           | LSGA2001   | LDR2001    | LTPB1701   |
| 1004           | LSGA2002   | LDR2002    | LTPB1702   |
| 1007           | LSGA2003   | LDR2003    | LTPB1703   |
| 1003           | LSGA2004   | LDR2004    | LTPB1704   |
| 參考來源：:112 |            |            |            |

## 外部連結
- 鐵道博物館網-車輛懷舊 > 柴油客車 > 東線窄軌柴油客車
- 台灣影像誌-老臺灣素描--映像館